# Mortes em junho de 2020
Mortes em 2020: ← Janeiro – Fevereiro – Março – Abril – Maio – Junho – Julho – Agosto – Setembro – Outubro – Novembro – Dezembro →
Esta é uma relação de pessoas notáveis que morreram durante o mês de junho de 2020, listando nome, nacionalidade, ocupação e ano de nascimento.

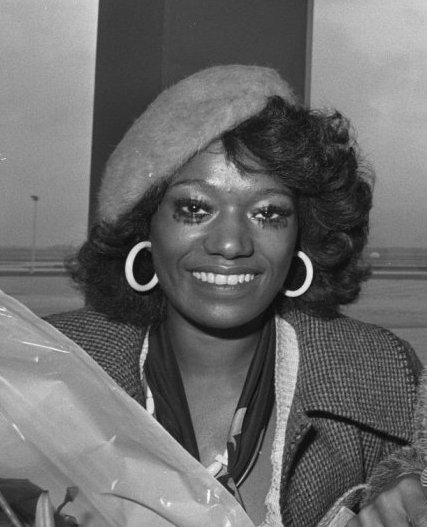
Bonnie Pointer, cantora estadunidense.

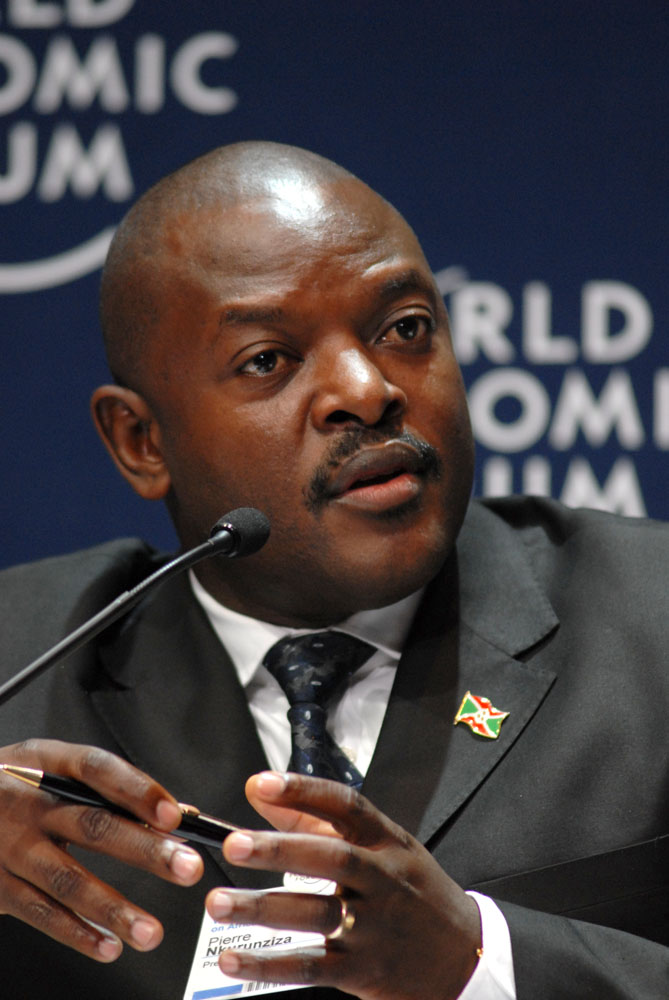
Pierre Nkurunziza, político burundiano.

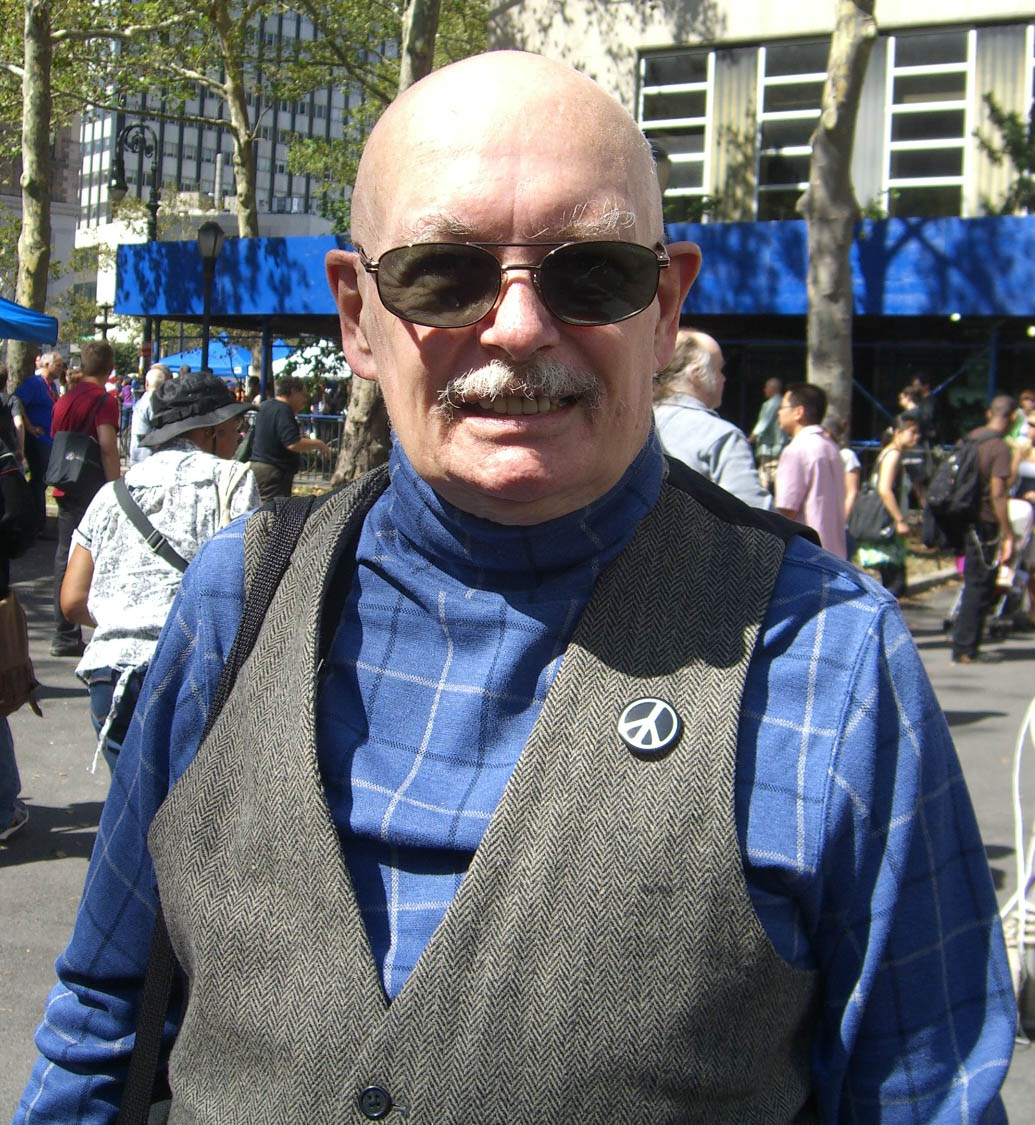
Dennis O'Neil, quadrinista estadunidense.

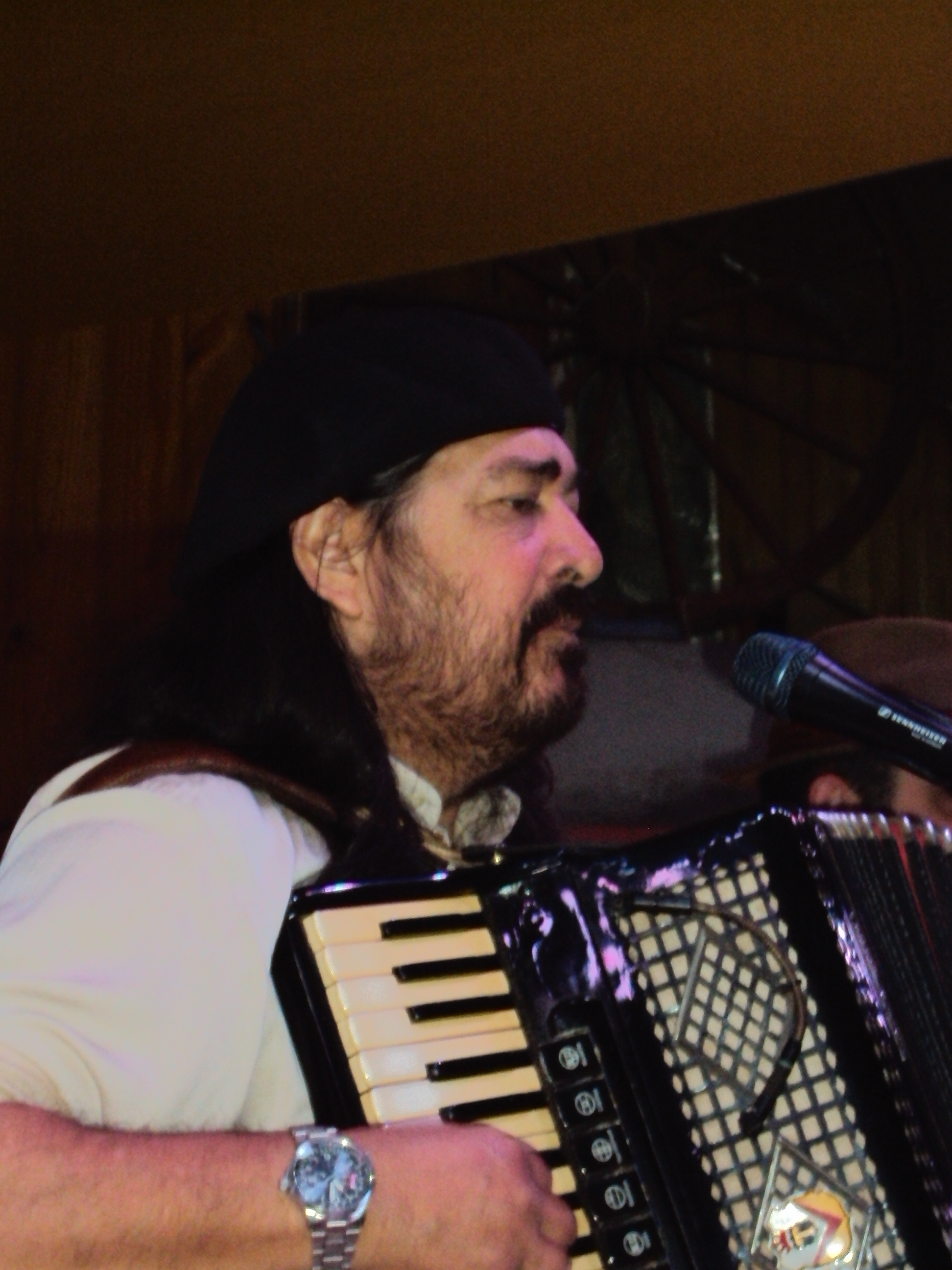
Porca Véia, acordeonista brasileiro.

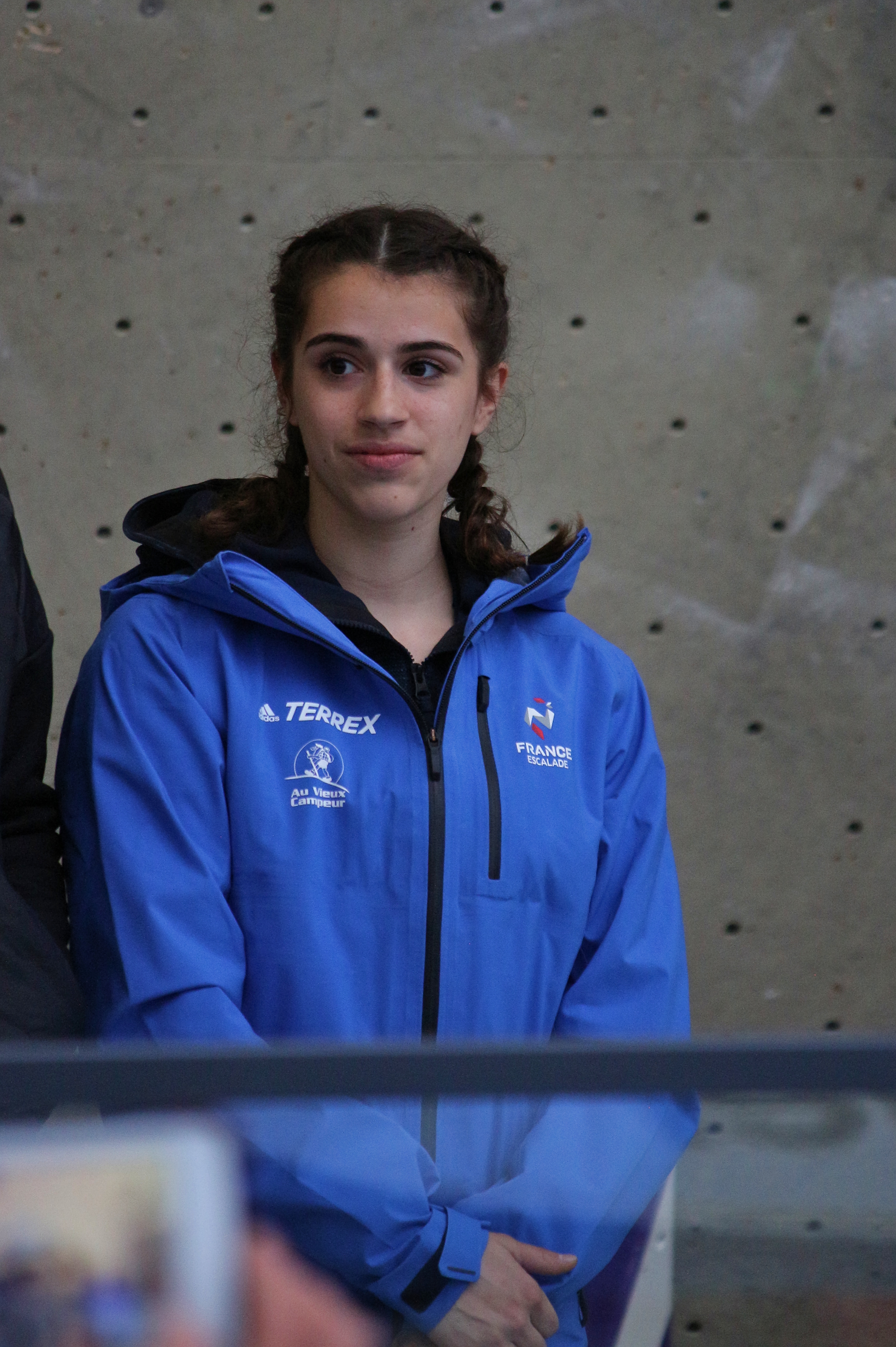
Luce Douady, montanhista francesa

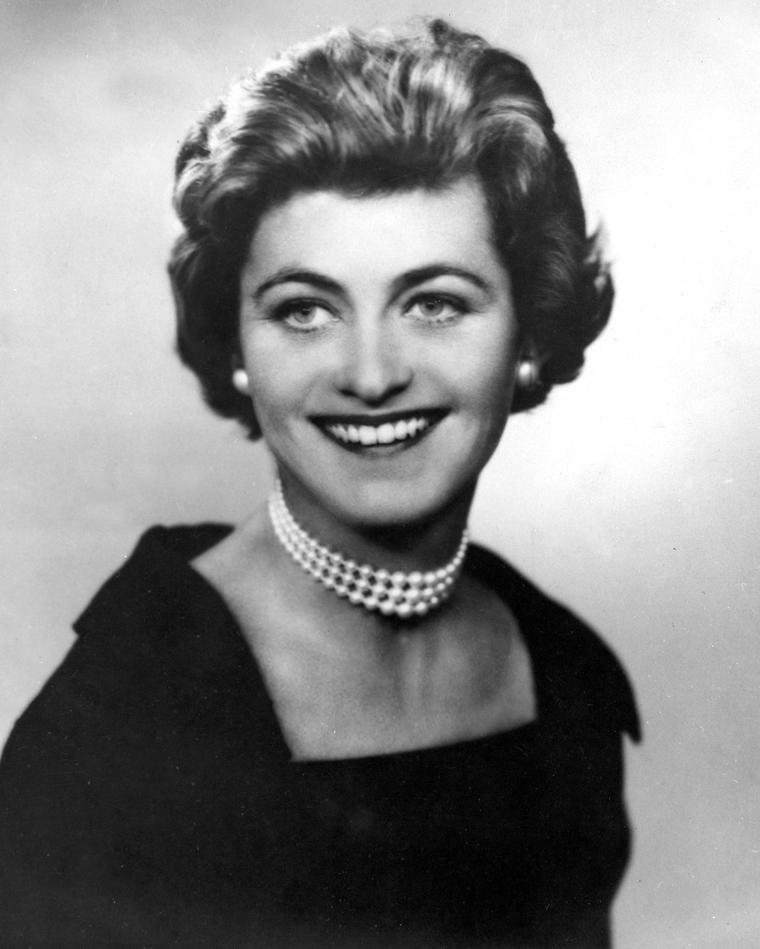
Jean Kennedy Smith, ativista e diplomata estadunidense.

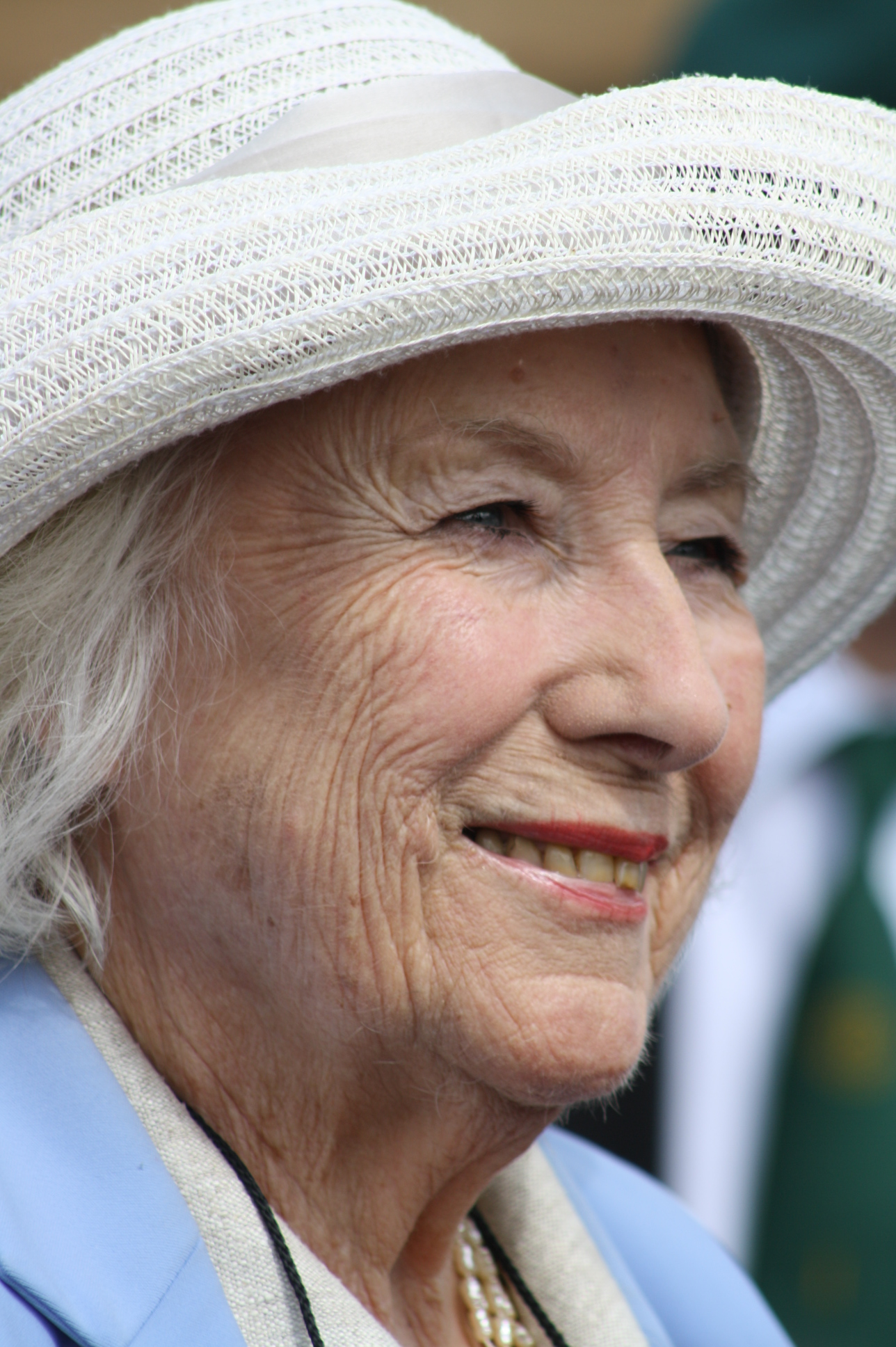
Vera Lynn, atriz e cantora britânica.

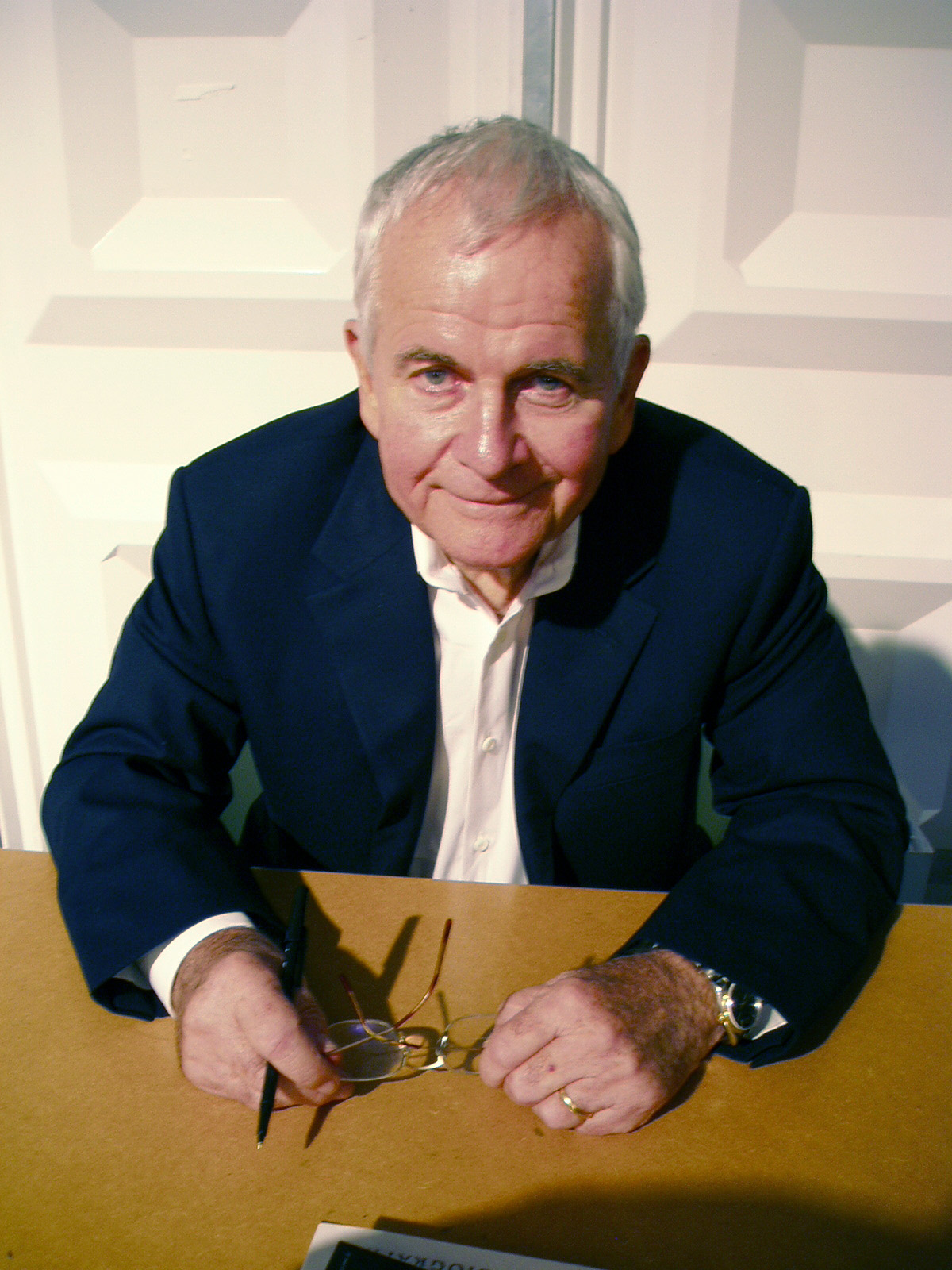
Ian Holm, ator britânico.

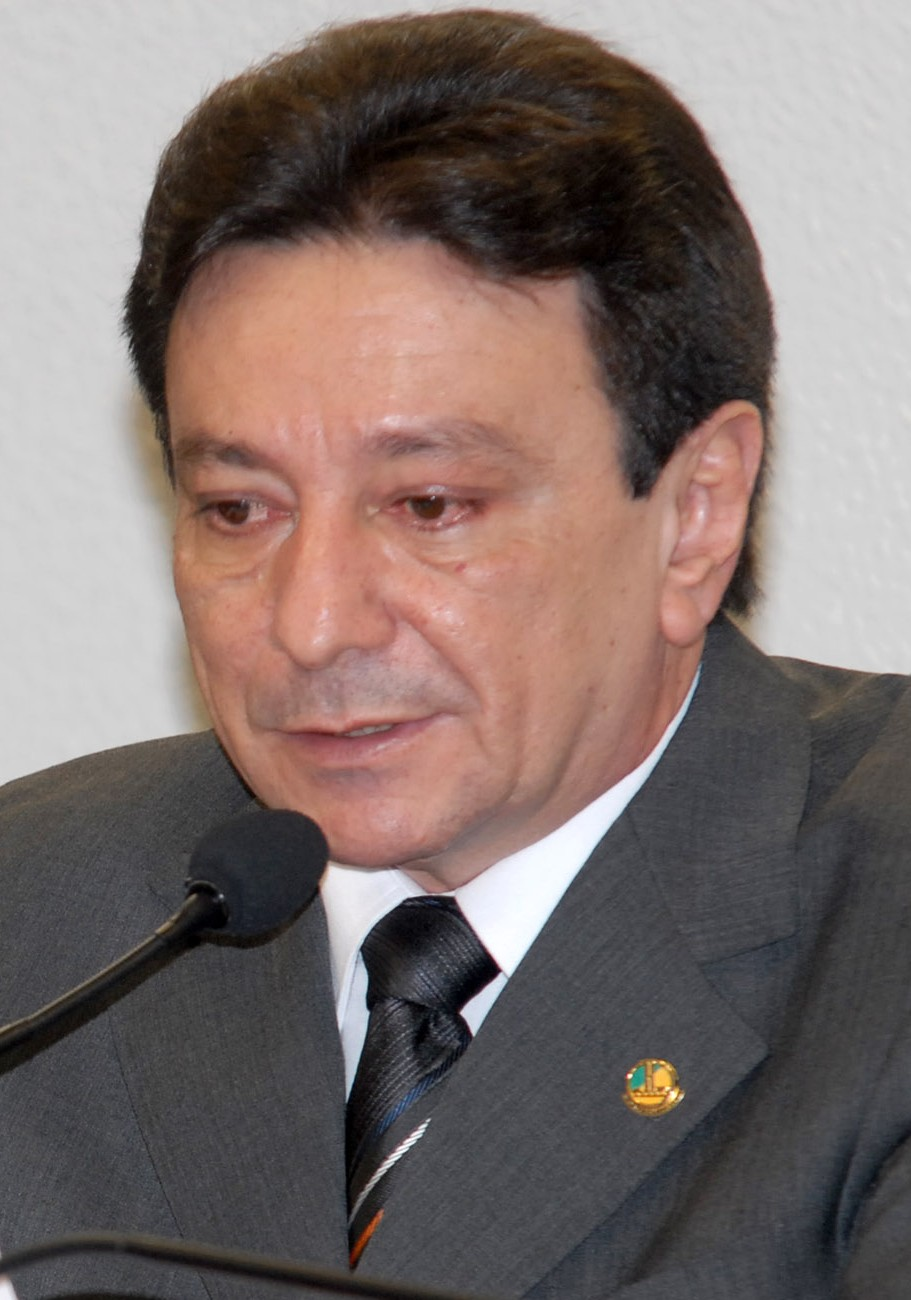
Papaléo Paes, médico e político brasileiro.

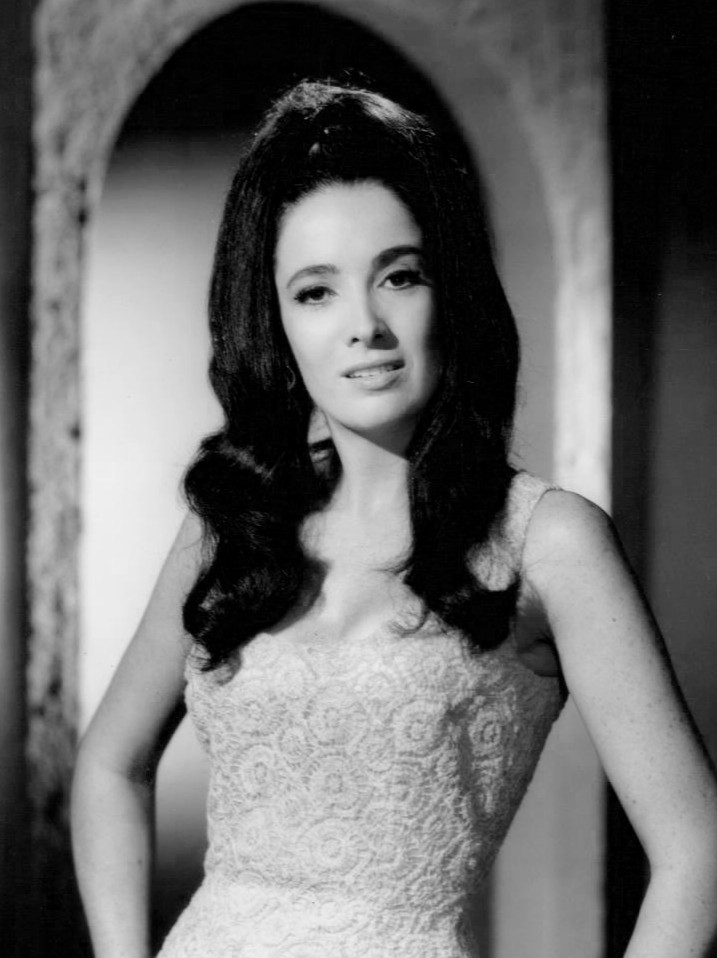
Linda Cristal, atriz argentina.

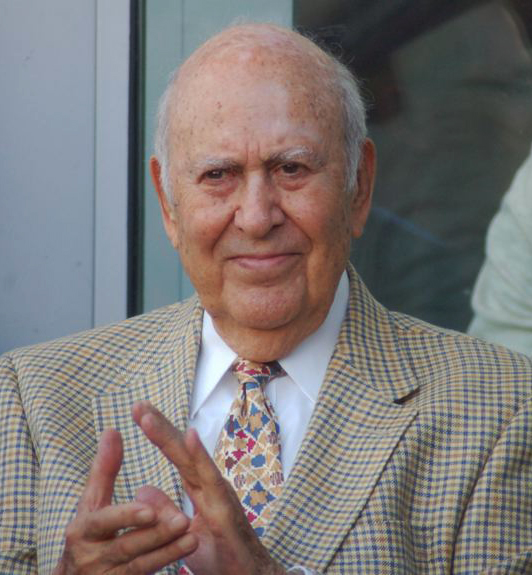
Carl Reiner, ator, cineasta e roteirista estadunidense.

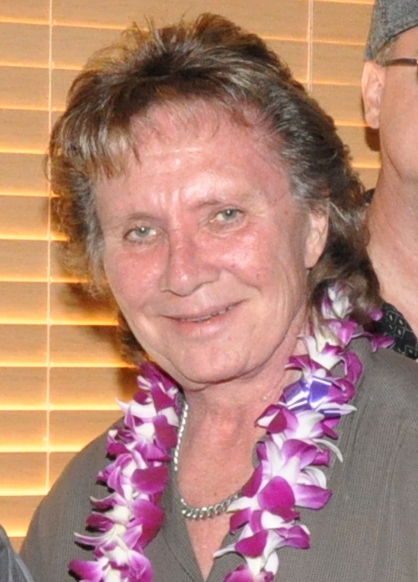
Benny Mardones, cantor estadunidense.

| Dia | Nome                         | Profissão ou motivo de reconhecimento                      | Nacionalidade                  | Nasc. | Ref           |
| --- | ---------------------------- | ---------------------------------------------------------- | ------------------------------ | ----- | ------------- |
| 1   | Pedro Ercílio Simon          | Bispo                                                      | Brasil                         | 1941  | [ 1 ]         |
| 1   | Javier Alva Orlandini        | Advogado e político                                        | Peru                           | 1927  | [ 2 ]         |
| 1   | Josef Smolka                 | Voleibolista                                               | Chéquia                        | 1939  | [ 3 ]         |
| 1   | Majek Fashek                 | Cantor                                                     | Nigéria                        | 1963  | [ 4 ]         |
| 2   | Carlo Ubbiali                | Motociclista                                               | Itália                         | 1929  | [ 5 ]         |
| 2   | Iacov Hillel                 | Diretor de teatro, iluminador e professor universitário    | Israel                         | 1949  | [ 6 ]         |
| 2   | Wes Unseld                   | Basquetebolista e treinador                                | Estados Unidos                 | 1946  | [ 7 ]         |
| 2   | Jimy Raw                     | Radialista                                                 | Brasil                         | 1961  | [ 8 ]         |
| 2   | Roberto Peccei               | Físico                                                     | Itália                         | 1942  | [ 9 ]         |
| 3   | Maria Alice Vergueiro        | Atriz, pedagoga e professora universitária                 | Brasil                         | 1935  | [ 10 ]        |
| 3   | Mario Rino Sivieri           | Bispo                                                      | Itália/ Brasil                 | 1942  | [ 11 ]        |
| 3   | Miss Biá                     | Drag queen                                                 | Brasil                         | 1939  | [ 12 ]        |
| 3   | Abdelmalek Droukdel          | Terrorista                                                 | Argélia                        | 1970  | [ 13 ]        |
| 3   | Adriano Aparecido Silva      | Político e professor                                       | Brasil                         | 1970  | [ 14 ] [ 15 ] |
| 4   | Steve Priest                 | Músico                                                     | Reino Unido                    | 1948  | [ 16 ]        |
| 4   | Fabiana Anastácio            | Cantora                                                    | Brasil                         | 1975  | [ 17 ]        |
| 4   | Dulce Nunes                  | Atriz, compositora, cantora, produtora musical e arquiteta | Brasil                         | 1929  | [ 18 ]        |
| 4   | Kathryn Hach-Darrow          | Química e empresária                                       | Estados Unidos                 | 1922  | [ 19 ]        |
| 5   | Carlos Lessa                 | Economista                                                 | Brasil                         | 1936  | [ 20 ]        |
| 5   | Boris Gaganelov              | Futebolista e treinador                                    | Bulgária                       | 1941  | [ 21 ]        |
| 5   | Kurt Thomas                  | Ginasta                                                    | Estados Unidos                 | 1956  | [ 22 ]        |
| 6   | José Barrias                 | Artista plástico                                           | Portugal                       | 1944  | [ 23 ]        |
| 6   | Alain Erlande-Brandenburg    | Historiador, arquivista, professor universitário e curador | França                         | 1937  | [ 24 ]        |
| 7   | Sanchotene Felice            | Economista, professor universitário e político             | Brasil                         | 1935  | [ 25 ]        |
| 7   | Terêza Tenório               | Poetisa                                                    | Brasil                         | 1949  | [ 26 ]        |
| 7   | Narciso Paulo Michelli       | Político                                                   | Brasil                         | 1933  | [ 27 ]        |
| 7   | Roger Saint-Vil              | Futebolista                                                | Haiti                          | 1949  | [ 28 ]        |
| 8   | Tony Dunne                   | Futebolista                                                | Irlanda                        | 1941  | [ 29 ]        |
| 8   | Bonnie Pointer               | Cantora                                                    | Estados Unidos                 | 1950  | [ 30 ]        |
| 8   | Pierre Nkurunziza            | Político                                                   | Burundi                        | 1964  | [ 31 ]        |
| 8   | Klaus Berger                 | Teólogo                                                    | Alemanha                       | 1940  | [ 32 ]        |
| 9   | Paul Rochester               | Jogador de futebol americano                               | Estados Unidos                 | 1938  | [ 33 ]        |
| 9   | Manoel Bezerra de Melo       | Político e professor                                       | Brasil                         | 1926  | [ 34 ]        |
| 9   | José Alberto Tavares Moreira | Economista                                                 | Portugal                       | 1944  | [ 35 ]        |
| 9   | Ronaldo Drummond             | Futebolista                                                | Brasil                         | 1946  | [ 36 ]        |
| 9   | Jas Waters                   | Roteirista e jornalista                                    | Estados Unidos                 | 1980  | [ 37 ]        |
| 9   | William J. Hall              | Engenheiro civil                                           | Estados Unidos                 | 1926  | [ 38 ]        |
| 9   | Michael Drosnin              | Jornalista e escritor                                      | Estados Unidos                 | 1946  | [ 39 ]        |
| 10  | Claudell Washington          | Beisebolista                                               | Estados Unidos                 | 1954  | [ 40 ]        |
| 10  | Antonio González Orozco      | Muralista                                                  | México                         | 1933  | [ 41 ]        |
| 10  | Maria José                   | Atriz                                                      | Portugal                       | 1927  | [ 42 ]        |
| 10  | Hans Cieslarczyk             | Futebolista                                                | Alemanha                       | 1937  | [ 43 ]        |
| 10  | Duilio Arigoni               | Químico                                                    | Suíça                          | 1928  | [ 44 ]        |
| 11  | Emmanuel Issoze-Ngondet      | Diplomata e político                                       | Gabão                          | 1961  | [ 45 ]        |
| 11  | Rosa Maria Sardà             | Atriz                                                      | Espanha                        | 1941  | [ 46 ]        |
| 11  | Eppie Wietzes                | Automobilista                                              | Canadá/ Países Baixos          | 1938  | [ 47 ]        |
| 11  | Dennis O'Neil                | Quadrinista, escritor e editor                             | Estados Unidos                 | 1939  | [ 48 ]        |
| 12  | Ricky Valance                | Cantor                                                     | Reino Unido                    | 1939  | [ 49 ]        |
| 12  | Porca Véia                   | Acordeonista                                               | Brasil                         | 1952  | [ 50 ]        |
| 12  | Ilona Lucassen               | Judoca                                                     | Países Baixos                  | 1997  | [ 51 ]        |
| 13  | Nuno Gonçalo Vieira Matias   | Militar                                                    | Portugal                       | 1939  | [ 52 ]        |
| 13  | Oluwatoyin Salau             | Ativista                                                   | Estados Unidos                 | 2000  | [ 53 ]        |
| 13  | Sarah Hegazi                 | Ativista                                                   | Egito                          | 1989  | [ 54 ]        |
| 14  | Luce Douady                  | Montanhista                                                | França                         | 2003  | [ 55 ]        |
| 14  | Zenóbio Toscano              | Político                                                   | Brasil                         | 1945  | [ 56 ]        |
| 14  | Aarón Padilla Gutiérrez      | Futebolista                                                | México                         | 1942  | [ 57 ]        |
| 14  | Virgínia Hagge               | Pedagoga e política                                        | Brasil                         | 1964  | [ 58 ]        |
| 14  | Don Candy                    | Tenista e treinador                                        | Austrália                      | 1929  | [ 59 ]        |
| 15  | Mário José dos Reis Emiliano | Futebolista e treinador                                    | Brasil                         | 1957  | [ 60 ]        |
| 15  | José Gentil Rosa             | Político                                                   | Brasil                         | 1940  | [ 61 ]        |
| 15  | Nana Tuffour                 | Cantor e compositor                                        | Gana                           | 1954  | [ 62 ]        |
| 15  | Renato de Jesus              | Político                                                   | Brasil                         | 1953  | [ 63 ]        |
| 16  | Valério Breda                | Bispo                                                      | Itália/ Brasil                 | 1945  | [ 64 ]        |
| 16  | Nivaldo Manoel               | Político                                                   | Brasil                         | 1945  | [ 65 ]        |
| 16  | Edén Pastora                 | Político e guerrilheiro                                    | Nicarágua                      | 1937  | [ 66 ]        |
| 16  | Frederico Corriente          | Arabista e acadêmico                                       | Espanha                        | 1940  | [ 67 ]        |
| 16  | Yuji Adachi                  | Músico e compositor                                        | Japão                          | 1964  | [ 68 ]        |
| 17  | Paulinho Paiakã              | Líder indígena                                             | Brasil                         | 1953  | [ 69 ]        |
| 17  | Nevaldo Rocha                | Empresário                                                 | Brasil                         | 1928  | [ 70 ]        |
| 17  | Petr Král                    | Escritor                                                   | Chéquia                        | 1941  | [ 71 ]        |
| 17  | Fabrice Philipot             | Ciclista                                                   | França                         | 1965  | [ 72 ]        |
| 17  | Roberto Salmeron             | Físico, engenheiro e professor universitário               | Brasil                         | 1922  | [ 73 ]        |
| 17  | Jean Kennedy Smith           | Ativista e diplomata                                       | Estados Unidos                 | 1928  | [ 74 ]        |
| 17  | Ronny Van Sweevelt           | Ciclista                                                   | Bélgica                        | 1962  | [ 75 ]        |
| 17  | Mário Calixto Filho          | Empresário, jornalista e político                          | Brasil                         | 1946  | [ 76 ]        |
| 18  | Vera Lynn                    | Atriz e cantora                                            | Reino Unido                    | 1917  | [ 77 ]        |
| 18  | Tibor Benedek                | Jogador e treinador de polo aquático                       | Hungria                        | 1972  | [ 78 ]        |
| 18  | Arturo Chaires               | Futebolista                                                | México                         | 1937  | [ 79 ]        |
| 18  | Tomaz Aroldo da Mota Santos  | Professor e acadêmico                                      | Brasil                         | 1944  | [ 80 ]        |
| 18  | João Carlos Teixeira Gomes   | Jornalista e escritor                                      | Brasil                         | 1936  | [ 81 ]        |
| 18  | Sergei Khrushchov            | Engenheiro                                                 | Estados Unidos                 | 1935  | [ 82 ]        |
| 19  | Ian Holm                     | Ator                                                       | Reino Unido                    | 1931  | [ 83 ]        |
| 19  | Carlos Ruiz Zafón            | Escritor                                                   | Espanha                        | 1964  | [ 84 ]        |
| 19  | Pedro Lima                   | Ator e nadador                                             | Portugal                       | 1971  | [ 85 ]        |
| 19  | Ricardo Christiano Ribeiro   | Advogado e político                                        | Brasil                         | 1940  | [ 86 ]        |
| 20  | Mario Corso                  | Futebolista e treinador                                    | Itália                         | 1941  | [ 87 ]        |
| 20  | Jim Kiick                    | Jogador de futebol americano                               | Estados Unidos                 | 1946  | [ 88 ]        |
| 20  | Sylvio Capanema              | Jurista                                                    | Brasil                         | 1938  | [ 89 ]        |
| 21  | Ahmed Radhi                  | Futebolista                                                | Iraque                         | 1964  | [ 90 ]        |
| 21  | Zeev Sternhell               | Historiador e cientista político                           | Israel                         | 1935  | [ 91 ]        |
| 21  | Bernardino Piñera Carvallo   | Arcebispo                                                  | Chile                          | 1915  | [ 92 ]        |
| 21  | Richárd Bicskey              | Ciclista                                                   | Hungria                        | 1936  | [ 93 ]        |
| 21  | Luís Henrique Dias Tavares   | Historiador e escritor                                     | Brasil                         | 1926  | [ 94 ]        |
| 22  | Carlos Luis Morales          | Futebolista e político                                     | Equador                        | 1965  | [ 95 ]        |
| 22  | Joel Schumacher              | Cineasta                                                   | Estados Unidos                 | 1939  | [ 96 ]        |
| 22  | Pierino Prati                | Futebolista                                                | Itália                         | 1946  | [ 97 ]        |
| 22  | João Paiva Raposo de Almeida | Arquiteto                                                  | Portugal                       | 1928  | [ 98 ]        |
| 23  | Nikos Alefantos              | Futebolista e treinador                                    | Grécia                         | 1939  | [ 99 ]        |
| 24  | Harry Britt                  | Político e ativista                                        | Estados Unidos                 | 1938  | [ 100 ]       |
| 24  | Bernaldina José Pedro        | Ativista                                                   | Brasil                         | 1945  | [ 101 ]       |
| 25  | Suzana Amaral                | Cineasta                                                   | Brasil                         | 1932  | [ 102 ]       |
| 25  | Papaléo Paes                 | Médico e político                                          | Brasil                         | 1952  | [ 103 ]       |
| 25  | Massamba Kilasu              | Futebolista                                                | República Democrática do Congo | 1950  | [ 104 ]       |
| 25  | Joe Sinnott                  | Quadrinista                                                | Estados Unidos                 | 1926  | [ 105 ]       |
| 25  | Huey                         | Rapper                                                     | Estados Unidos                 | 1987  | [ 106 ]       |
| 26  | Kelly Asbury                 | Cineasta e roteirista                                      | Estados Unidos                 | 1960  | [ 107 ]       |
| 26  | Stuart Cornfeld              | Produtor de cinema e ator                                  | Estados Unidos                 | 1952  | [ 108 ]       |
| 26  | Félix de Almeida Mendonça    | Engenheiro e político                                      | Brasil                         | 1928  | [ 109 ]       |
| 26  | Milton Glaser                | Designer gráfico                                           | Estados Unidos                 | 1929  | [ 110 ]       |
| 26  | Jaroslav Pollák              | Futebolista                                                | Eslováquia                     | 1947  | [ 111 ]       |
| 27  | Ilija Petković               | Futebolista e treinador                                    | Sérvia                         | 1945  | [ 112 ]       |
| 27  | Freddy Cole                  | Cantor e pianista                                          | Estados Unidos                 | 1931  | [ 113 ]       |
| 27  | Linda Cristal                | Atriz                                                      | Argentina                      | 1931  | [ 114 ]       |
| 27  | Clarice Amaral               | Apresentadora de televisão                                 | Brasil                         | 1935  | [ 115 ]       |
| 28  | Louis Mahoney                | Ator                                                       | Gâmbia/ Reino Unido            | 1938  | [ 116 ]       |
| 28  | Marián Čišovský              | Futebolista                                                | Eslováquia                     | 1979  | [ 117 ]       |
| 29  | Benny Mardones               | Cantor                                                     | Estados Unidos                 | 1946  | [ 118 ]       |
| 29  | Carl Reiner                  | Ator, cineasta e roteirista                                | Estados Unidos                 | 1922  | [ 119 ]       |
| 29  | Efraín Barquero              | Poeta                                                      | Chile                          | 1931  | [ 120 ]       |
| 29  | Johnny Mandel                | Compositor                                                 | Estados Unidos                 | 1925  | [ 121 ]       |